# 塔利斯芒
塔利斯芒是巴西托坎廷斯州的一个市镇。总面积2156.892平方公里，总人口2555人，人口密度1.2人/平方公里。